# Ämten (Ekshärads socken, Värmland)
Ämten är en sjö i Hagfors kommun i Värmland och ingår i Göta älvs huvudavrinningsområde. Sjön är 28 meter djup, har en yta på 1,82 kvadratkilometer och befinner sig 268,2 meter över havet. Sjön avvattnas av vattendraget Ämtenån. Vid provfiske har bland annat abborre, gädda, lake och mört fångats i sjön.

## Delavrinningsområde
Ämten ingår i det delavrinningsområde (668955-137568) som SMHI kallar för Utloppet av Ämten. Medelhöjden är 305 meter över havet och ytan är 9,96 kvadratkilometer. Det finns inga avrinningsområden uppströms utan avrinningsområdet är högsta punkten. Ämtenån som avvattnar avrinningsområdet har biflödesordning 4, vilket innebär att vattnet flödar genom totalt 4 vattendrag innan det når havet efter 395 kilometer. Avrinningsområdet består mestadels av skog (75 procent). Avrinningsområdet har 1,81 kvadratkilometer vattenytor vilket ger det en sjöprocent på 18,2 procent.

## Fisk
Vid provfiske har följande fisk fångats i sjön:
- Abborre
- Gädda
- Lake
- Mört
- Sik
- Siklöja